# Gang de Roubaix
Ne doit pas être confondu avec Groupe de Roubaix.
Le Gang de Roubaix désigne une association de malfaiteurs proche d'Al-Qaïda responsable d'une série de vols à main armée très violents survenus en 1996 dans la région lilloise, dans le but de financer le djihad à travers un réseau international organisé par le terroriste Fateh Kamel depuis Montréal. Ce groupe est également à l'origine d'un attentat à la voiture piégée qui a échoué deux jours avant le sommet du G7,. Leurs agissements marquent pour la première fois l'implication au premier plan d'individus convertis dans une affaire de terrorisme islamiste en France.

## Contexte international
La formation de cette association de malfaiteurs survient à la fin de la guerre de Bosnie-Herzégovine (1992-1995) alors que les combattants étrangers venus défendre la cause islamiste sont expulsés vers leurs pays natals au terme des accords de Dayton. Effectivement, durant le conflit, pour pallier les dissensions entre l'armée régulière bosniaque luttant pour l'indépendance et ces volontaires étrangers guidés par le fanatisme religieux, l'état-major de Sarajevo créait le 13 août 1993 une brigade spéciale regroupant ces derniers : el-moudjahideen.
En France, après la chute du Koweït, l'intégrisme religieux s'implante fortement dans la région lilloise et lyonnaise et plus particulièrement à Roubaix, axe de pénétration du fondamentalisme  qui regroupe une très forte communauté musulmane. Sur place, un groupe de Français convertis et exaltés ayant combattu en Bosnie dans les rangs de la brigade moudjahidine, organise le financement de la cause islamiste depuis la France. Ils sont désignés comme le groupe ou le gang de Roubaix.

## Composition
La police judiciaire, les services antiterroristes et du renseignement français procèderont à l'identification d'une dizaine d'individus, considérés comme étant les premiers djihadistes français. Commençant par des braquages de piètre envergure, ressemblant à de l'amateurisme, ils finissent par obtenir un arsenal de guerre et des explosifs en se fournissant directement en Bosnie.

### Un noyau dur de deux Français convertis

#### Christophe Caze
Né le 22 octobre 1969 à Roubaix d'une famille ouvrière catholique, Christophe Caze est considéré comme l'instigateur du gang, le plus dogmatique et le plus violent. Très impliqué dans la communauté musulmane par le biais d'associations de son quartier, il fréquente dès 1989 la mosquée Da'Wa de la rue Archimède à Roubaix où il se convertit à un islam fondamentaliste. En 1992, alors qu'il est encore étudiant en cinquième année de médecine, il décide de rejoindre la Bosnie-Herzégovine dans le cadre d'une mission humanitaire pour venir en aide aux combattants musulmans. Exalté par la foi qui l'anime et confronté aux violents combats, il devient le chirurgien autodidacte d'une unité spéciale regroupant quelques centaines de djihadistes étrangers : El-Moudjahid. Une unité réputée pour ses exactions violentes et dont l'objectif est moins l'indépendance du pays que son islamisation. Se surnommant Walid, il a comme guide spirituel Abou Hamza Al-Masri, imam salafiste prônant la stricte application de la Charia en Occident. 

#### Lionel Dumont
Né le 29 janvier 1971 à Roubaix d'une famille ouvrière catholique pratiquante, Lionel Dumont est l'autre personnage clé du gang. Décrit comme idéaliste et pieux, il est déployé dans le cadre de son service militaire à Djibouti avec le 4e régiment d'infanterie de marine où il participe en 1993 aux opérations destinées à venir en aide aux populations de la corne de l'Afrique. À son retour en France, il se convertit à l'islam et fréquente la mosquée Da'Wa où il tombe sous l'influence de Christophe Caze. Rapidement les deux frères d'armes se lient l'un à l'autre et servent tous les deux en Bosnie au sein de l'unité combattante El-Moudjahideen. De retour en France, alors incapables de retrouver une vie civile normale, Caze persuade Dumont et d'autres connaissances de procéder à des braquages pour « financer le djihad ».

### Autres membres
Mouloud Bouguelane rencontre Dumont et Caze en 1991, et fréquente sous l'égide de ce dernier la mosquée de la rue Archimède. Il gagne la Croatie en 1993 pour « faire de l'humanitaire » tour à tour avec une organisation non-gouvernementale lyonnaise puis anglaise. L'année suivante, avec un ami d'origine italo-érythréenne, Bimian Zefferini, ils participent aux combats en Bosnie pour « la cause musulmane » aux côtés de Caze et Dumont. Leur unité très aguerrie participe à des opérations périlleuses durant l'année 1995. Lorsque surviennent les accords de Dayton, ils rentrent en France et fréquentent à nouveau leur mosquée où ils vantent leurs exploits sur le front bosniaque.
De là, une association de malfaiteurs se forme autour des vétérans moudjahidines. Omar Zemmiri, 30 ans, décrit comme l'homme de confiance de Caze, fournit son logement dans la discrète rue Henri-Carrette à Roubaix. D'autres intermédiaires fréquentant assidûment la mosquée Da'wa joignent la nébuleuse : Seddik Benbahlouli, Saad Elahiar, 27 ans, Nuri Altinkaynak, 24 ans, Amar Djouina, 28 ans, Rachid Souimdi, 26 ans et Hocine Bendaoui, 19 ans. Le groupe est à l'origine de plusieurs attaques à mains armées dans la région lilloise et d'une tentative d'attentat à la voiture piégée (voir section suivante).

## Attaques imputées au gang de Roubaix
- 20 janvier 1996 :  Attaque à main armée commise par trois malfaiteurs cagoulés à la supérette Eda, rue Corneille à Wattrelos[10], préjudice de 645 000 francs[11] (environ 100 000 euros).
- 27 janvier 1996 : Tirs à l'arme automatique sur un équipage de la brigade anticriminalité, rue Verte à Croix, alors que deux malfaiteurs sont repérés avec un véhicule Audi 90 volé le jour même sous la menace d'une arme. Un gardien de la paix est grièvement blessé[12].
- 3 février 1996 : Attaque à main armée commise par trois malfaiteurs cagoulés au magasin hard-discount ALDI de Lomme, préjudice de 20 000 francs (environ 3 000 euros). Quelques instants plus tard, une tentative similaire réalisée par quatre malfaiteurs est déjouée au magasin d'Haubourdin, sans préjudice[13].
- 7 février 1996 : Attaque à main armée commise par quatre malfaiteurs grimés de masques de carnaval au magasin Lidl d'Auchy-les-Mines. Plusieurs coups de feu sont tirés, préjudice de 20 000 francs. L'immatriculation du véhicule utilisé par les malfaiteurs, une Opel Ascona, est relevée par un témoin.
- 8 février 1996 : Attaque à main armée commise par quatre malfaiteurs grimés de masques de carnaval au magasin Lidl de Faches-Thumesnil, préjudice de 20 000 francs. Un braquage similaire se produit dans le même temps au magasin ALDI de Croix. Pris en chasse par la police nationale, la R25 conduite par Lionel Dumont percute une Ford Sierra. Contraints de prendre une autre voiture, ils tentent de voler une Mercedes en abattant son conducteur : Hamoud Feddal, 28 ans[14].
- 25 mars 1996 : Attaque d'un fourgon blindé au moyen d'un lance-roquette sur le parking du magasin Auchan à Leers, qui échoue. Un convoyeur de fonds est grièvement blessé[15].
- 28 mars 1996 : Attentat à la voiture piégée manqué (trois bonbonnes de gaz avec un système de mise à feu) devant le commissariat central de Lille deux jours avant une réunion du G7. Le véhicule est seulement secoué par une petite explosion.

## La fin du gang de Roubaix

### L'assaut du RAID du 29 mars 1996
L'enquête est confiée à la police judiciaire de Lille dès les premières attaques. Les similitudes dans le modus operandi et le ciblage spécifique de certaines chaines de magasin orientent les enquêteurs vers un groupe d'une dizaine d'individus au comportement atypique. L'exploitation du véhicule utilisé dans le braquage d'Auchy-les-Mines accélère le processus car elle permet l'identification de l'un des malfaiteurs  lequel fait l'objet d'écoutes téléphoniques fructueuses. Les policiers espèrent les prendre en flagrant délit, mais l'attentat du 28 mars va précipiter les évènements. Le véhicule servant pour l'attentat avait fait l'objet d'une filature dans la matinée.
Le vendredi 29 mars 1996, le RAID, unité d'élite de la police nationale, est déployé au 59 rue Henri-Carrette à Roubaix, au domicile de Zemmiri, pour mettre un terme à l'escalade de la violence du gang.
Les policiers tentent d'investir l'appartement vers 6 h 15, mais ils sont repérés. Une fusillade d'une extrême violence éclate aux moyens d'armes de guerre. Décrits comme surexcités, les occupants vont jusqu'à utiliser des grenades offensives pour tuer les policiers. Une déflagration près d'un matelas provoque un incendie, mais situation inédite, les malfaiteurs refusent de se rendre et préfèrent se laisser brûler vifs. On retrouve les corps carbonisés de Elahiar, Altinkaynak, Djouina et Souimdi. Un gardien de la paix est grièvement blessé à la mâchoire et à la poitrine. Dumont, Bouguelane, Caze et Zemmiri, qui dormaient dans un autre logement à proximité prennent la fuite.
Le jour même, Caze et Zemmiri sont repérés dans une Peugeot 305 par la police belge sur l'autoroute Lille-Gand où une intense fusillade éclate. Christophe Caze est abattu. Acculé, Zemmiri s'échappe dans le quartier limitrophe de Courtrai et prend en otages deux femmes dans leur maison. Cerné et blessé, il finit par se rendre sans plus de violences,. Bouguelane et Dumont passent au travers des mailles du filet et gagnent la Bosnie via la Belgique. Bendaoui est interpellé quatre mois plus tard en Belgique.

### Négation de la dimension terroriste
Au lendemain de l'assaut du RAID à Roubaix, le ministre de l'intérieur Jean-Louis Debré déclare : "Cela n'a rien à voir, ni avec l'islamisme, ni avec le terrorisme, ni avec le G7. Donc, on en reste là." Le parquet de Lille ouvre une information judiciaire pour « tentative d'attentat par explosif, tentative d'homicide volontaire sur agents de la force publique et association de malfaiteurs » mais n'apporte aucune dimension terroriste au dossier. Pourtant dans les décombres du domicile de Zemmiri, la police découvre des tracts et journaux islamistes très explicites édités par le Front islamique du salut, ainsi qu'un arsenal de guerre.
Mais surtout, des documents essentiels sont découverts sur le corps de Caze dont l'exploitation permet d'établir des liens entre les membres du gang et le réseau islamiste de Fateh Kamel. Ce disciple d'Oussama Ben Laden réfugié au Canada est considéré comme l'un des soutiens les plus importants du Groupe islamique armé en France. À l'instar de Ben Laden, Kamel prône le terrorisme de proximité, en misant sur une jeunesse musulmane qui échoue à s'intégrer dans les sociétés occidentales. En outre, ses coordonnées téléphoniques au Québec sont découvertes sur Bendaoui, lors de son interpellation en Belgique dans le cadre d'un vaste trafic de faux documents.
Confrontant leurs informations dans le cadre d'enquêtes liées au GIA et d'un trafic de faux documents, les services de renseignements canadiens, italiens, belges et français mettent au jour un réseau d'envergure internationale. Le juge antiterroriste Jean-Louis Bruguière instruit le dossier sur le réseau de Fateh Kamel dans lequel apparaissent les noms des djihadistes de Roubaix.

### Fin de cavale pour Dumont et Bouguelane
Lionel Dumont et Mouloud Bouguelane sont retrouvés par la police bosniaque à Zenica dans le cadre d'une enquête portant sur cinq vols à main armée commis dans la région accompagnés de deux homicides (un policier hors service, et un veilleur de nuit), commises entre le 16 octobre 1996 et le 15 février 1997, où Bouguelane est arrêté en flagrant délit. Le 9 mars 1997, Lionel Dumont est interpellé dans un appartement ; pendant l'opération, Bimian Zefferini est abattu. En mai 1999, alors que tous deux purgent une peine de vingt ans d'emprisonnement et attendent d'être extradés vers la France pour répondre de leurs exactions, Dumont parvient à s'échapper de la prison de Sarajevo. Sa cavale prend seulement fin le 15 décembre 2003 à Munich, alors qu'il fait l'objet d'une condamnation à la réclusion à perpétuité par contumace et d'un mandat d'arrêt international.

### Condamnations
Le 18 octobre 2001, la cour d'assises de Douai condamne respectivement Zemmiri, Bouguelane et Bendaoui à 28, 20 et 18 ans de réclusion criminelle. Benbahlouli est condamné à 20 ans de prison par contumace ; il demeure introuvable jusqu'au 10 août 2023 où il est arrêté aux États-Unis lors d'un contrôle de la police de l'immigration,, il a été présenté à un magistrat de Douai le 20 octobre 2023 et est incarcéré en France dans l'attente d'un nouveau procès. Extradé en France au terme de sa cavale, Dumont est condamné en 2005 à trente ans de réclusion criminelle avec une peine incompressible pour les deux tiers. Jugé en appel en 2007, sa peine est réduite à 25 ans de réclusion criminelle. Bendaoui est libéré en novembre 2011. Zemmiri est libéré fin janvier 2013. Lionel Dumont est libéré en janvier 2022, contre l'avis du parquet, selon une information du journal Le Point.

### Documentaires télévisés
- Docs interdits, réalisé par Olivier Pighetti, le 12 novembre 2012, Les ch'tis d'Allah, le gang de Roubaix, sur France 3.
- « Le gang de Roubaix » en septembre 2009 et avril 2011 dans Faites entrer l'accusé présenté par Christophe Hondelatte sur France 2.

### Émission radiophonique
- « Le gang de Roubaix » le 29 mars 2016 dans L'Heure du crime de Jacques Pradel sur RTL.